# 가이 아술린
가이 이갈 아술린(히브리어: גיא יגאל אסולין, 1991년 4월 9일 ~ )은 이스라엘의 축구 선수로 포지션은 윙어 또는 공격형 미드필더이다. 현재 이탈리아의 프로 축구팀인 크레마 소속으로 뛰고 있다.

## 클럽 경력
10대 때 그는 바르셀로나와 맨체스터 시티에서 뛰었지만 경기에 출전하지 못하고 여러 팀을 떠도는 저니맨 신세로 전락했다.

## 국가대표팀 경력
아술린은 이스라엘 U-21 대표팀 소속으로 22경기에 출전했고, 2008년 3월 26일 칠레와의 친선 경기에서 이스라엘 대표팀 소속으로 출전했으며, 당시 나이 17세로 이스라엘 대표팀으로 A매치에 출전한 역대 최연소 데뷔 선수가 되었다.